# 2014 SV349
2014 SV349 ist ein großes transneptunisches Objekt, das bahndynamisch als resonantes Kuipergürtel-Objekt (2:7–Resonanz) oder als Scattered Disk Object (SDO) eingestuft wird. Aufgrund seiner Größe gehört der Asteroid möglicherweise zu den Zwergplanetenkandidaten.

## Entdeckung
2014 SV349 wurde am 19. September 2014 von Scott Sheppard und Chad Trujillo mit dem 4,0–m–Víctor M. Blanco–Teleskop (DECam) am Cerro Tololo-Observatorium (Chile) entdeckt. Die Entdeckung wurde am 31. August 2016 bekanntgegeben.
Der Beobachtungsbogen des Planetoiden beginnt mit der offiziellen Entdeckungsbeobachtung am 19. September 2014. Im August 2017 lagen insgesamt 13 Beobachtungen über einen Zeitraum von 245 Tagen vor. Die bisher letzte Beobachtung wurde im Mai 2015 am Las-Campanas-Observatorium (Chile) durchgeführt. (Stand 14. März 2019)

## Eigenschaften

### Umlaufbahn
2014 SV349 umkreist die Sonne in 488,15 Jahren auf einer stark elliptischen Umlaufbahn zwischen 34,00 AE und 89,99 AE Abstand zu deren Zentrum. Die Bahnexzentrizität beträgt 0,452, die Bahn ist 17,79° gegenüber der Ekliptik geneigt. Derzeit ist der Planetoid 61,33 AE von der Sonne entfernt. Das Perihel durchläuft er das nächste Mal 2104, der letzte Periheldurchlauf dürfte also im Jahre 1616 erfolgt sein.
Marc Buie (DES) klassifiziert den Planetoiden als RKBO (2:7-Resonanz mit Neptun) oder als SDO, während das Minor Planet Center ihn nur als SDO einordnet; letzteres führt ihn auch allgemein als «Distant Object».

### Größe
Derzeit wird von einem Durchmesser von 373 km ausgegangen, basierend auf einem Rückstrahlvermögen von 8 % und einer absoluten Helligkeit von 5,6 m. Ausgehend von diesem Durchmesser ergibt sich eine Gesamtoberfläche von etwa 437.000 km2. Die scheinbare Helligkeit von 2014 SV349 beträgt 23,26 m.
Da es denkbar ist, dass sich 2014 SV349 aufgrund seiner Größe im hydrostatischen Gleichgewicht befindet und somit weitgehend rund sein könnte, erfüllt er möglicherweise die Kriterien für eine Einstufung als Zwergplanet. Mike Brown geht davon aus, dass es sich bei 2014 SV349 um vielleicht einen Zwergplaneten handelt.
| Jahr                                         | Abmessungen km | Quelle   |
| -------------------------------------------- | -------------- | -------- |
| 2018                                         | 404,0          | Johnston |
| 2018                                         | 373,0          | Brown    |
| Die präziseste Bestimmung ist fett markiert. |                |          |